# 蔡尚精
蔡尚精（1991年4月24日—，遊戲代號：GreenTea、綠茶），出生於臺灣高雄，曾為英雄联盟電子競技職業選手。效力過ahq e-Sports Club、MAD Team、Royal Never Give Up等職業戰隊，目前為專職聯盟戰棋的直播主、賽評。

## 經歷
- 2013年6月13日，與電子競技用品品牌EG（EpicGear藝極科技）簽約成為其產品年度代言人[1]。

- 2017年底離開ahq e-Sports Club並加入MAD Team擔任教練[2]。

- 2018年10月帶領MAD Team以LMS職業聯賽第二種子身份進入英雄联盟2018赛季全球总决赛，最後止步16強[3]。

- 2019年回歸ahq e-Sports Club，2020年與蔡尚精提前解約[4][5]。

## 爭議
2015年11月，蔡尚精被爆背著女友偷吃，對此ahq戰隊發布公告表示，因蔡尚精已經違約、損害形象，經討論後決定罰款15萬台幣。

## 外部連結
- Ahq Greentea綠茶粉絲團 （页面存档备份，存于）
- Ahq Greentea綠茶生涯資料 （页面存档备份，存于）